# Babice (Teplá)
Babice (německy Pobitz) jsou malá vesnice, část města Teplá v okrese Cheb v Karlovarském kraji. Nachází se asi 4,5 kilometru severozápadně od Teplé. Babice leží v katastrálním území Babice u Poutnova o rozloze 3,66 km².

## Historie
První písemná zmínka o vesnici pochází z roku 1273, kdy papež Řehoř X. potvrdil její držení premonstrátům kláštera Teplá.

## Obyvatelstvo
Při sčítání lidu v roce 1921 zde žilo 145 obyvatel, všichni německé národnosti. Všichni obyvatelé se hlásili k římskokatolické církvi.
| Rok                                                       | 1869 | 1880 | 1890 | 1900 | 1910 | 1921 | 1930 | 1950 | 1961 | 1970 | 1980 | 1991 | 2001 | 2011 | 2021 |
| --------------------------------------------------------- | ---- | ---- | ---- | ---- | ---- | ---- | ---- | ---- | ---- | ---- | ---- | ---- | ---- | ---- | ---- |
| Počet obyvatel                                            | 151  | 133  | 150  | 150  | 159  | 145  | 133  | 63   | 26   | 20   | 8    | 6    | 21   | 16   | 20   |
| Počet domů                                                | 22   | 23   | 23   | 24   | 24   | 24   | 24   | 21   | -    | 2    | 2    | 5    | 9    | 6    | 9    |
| Počet domů v roce 1961 je zahrnut v počtu domů v Poutnově |      |      |      |      |      |      |      |      |      |      |      |      |      |      |      |

## Obecní správa
Při sčítání lidu v letech 1869–1949 Babice byly samostatnou obcí v okrese Teplá. V roce 1950 byly osadou obce Popovice v okrese Mariánské Lázně. V letech 1961–1975 byly častí obce Poutnov v okrese Karlovy Vary. Od 1. července 1975 jsou částí města Teplá v okrese Karlovy Vary, ale od 1. ledna 2007 v okrese Cheb.

## Galerie

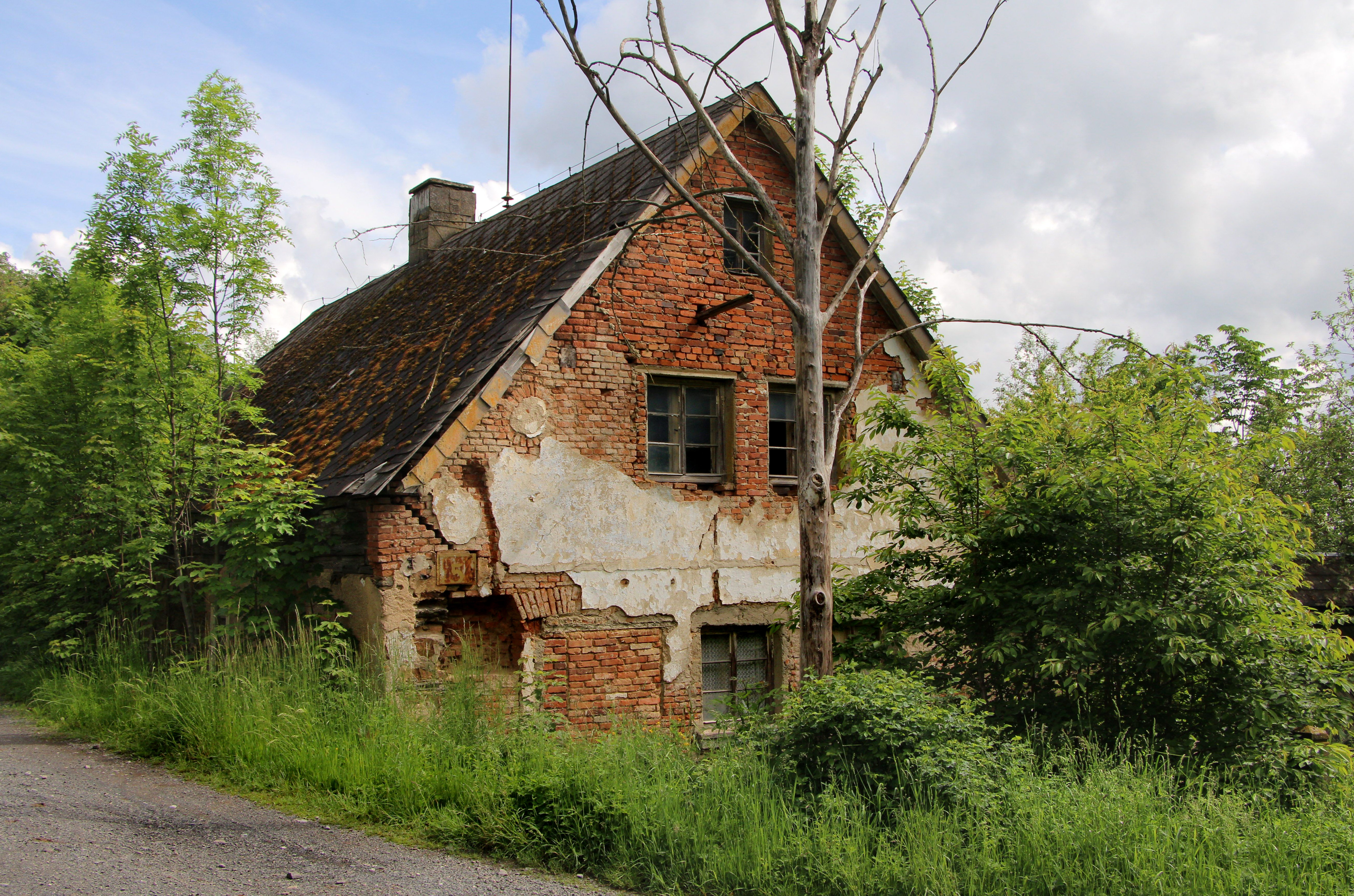
Opuštěný dům čp. 5
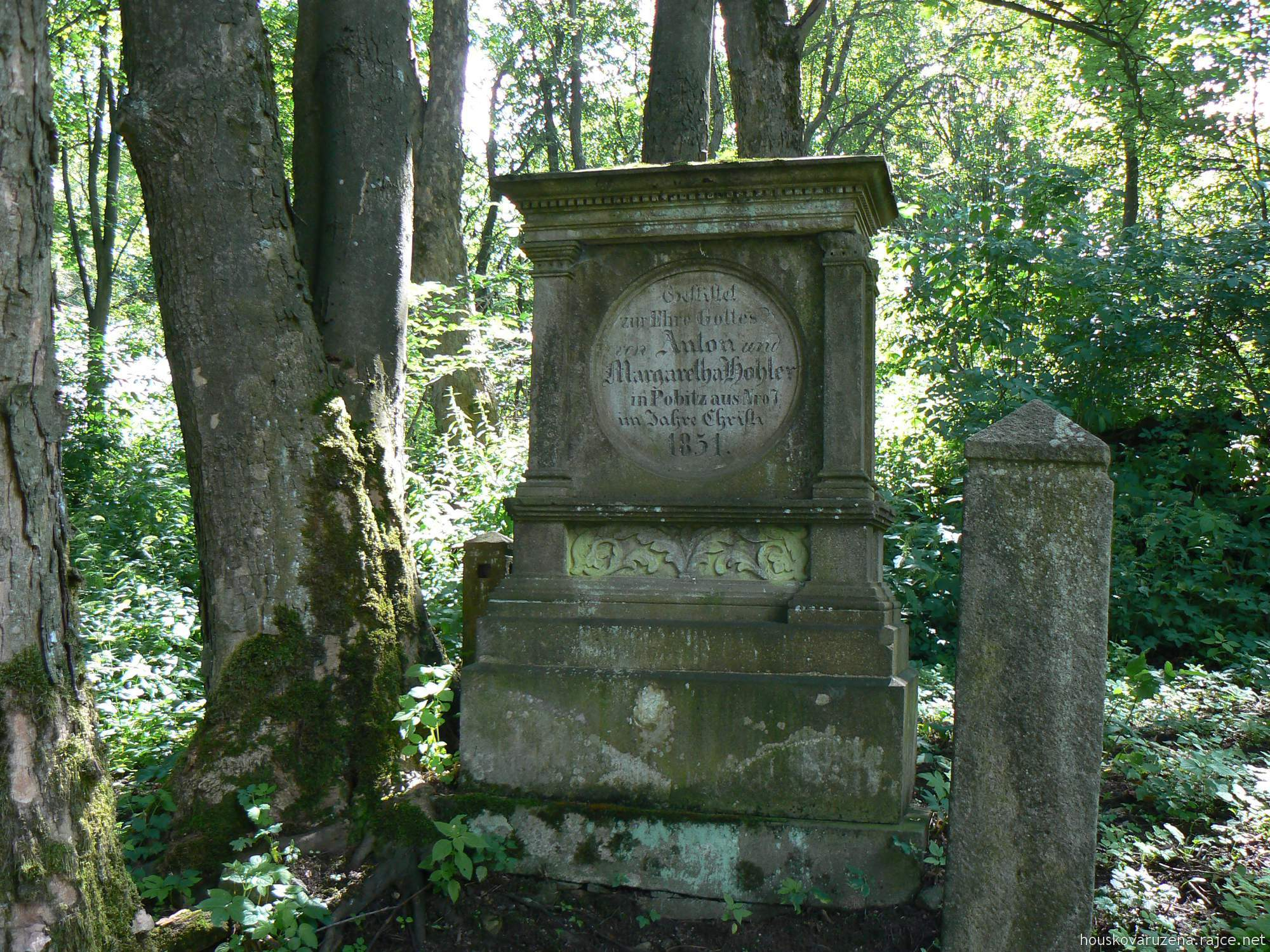
Hohlerův pomník
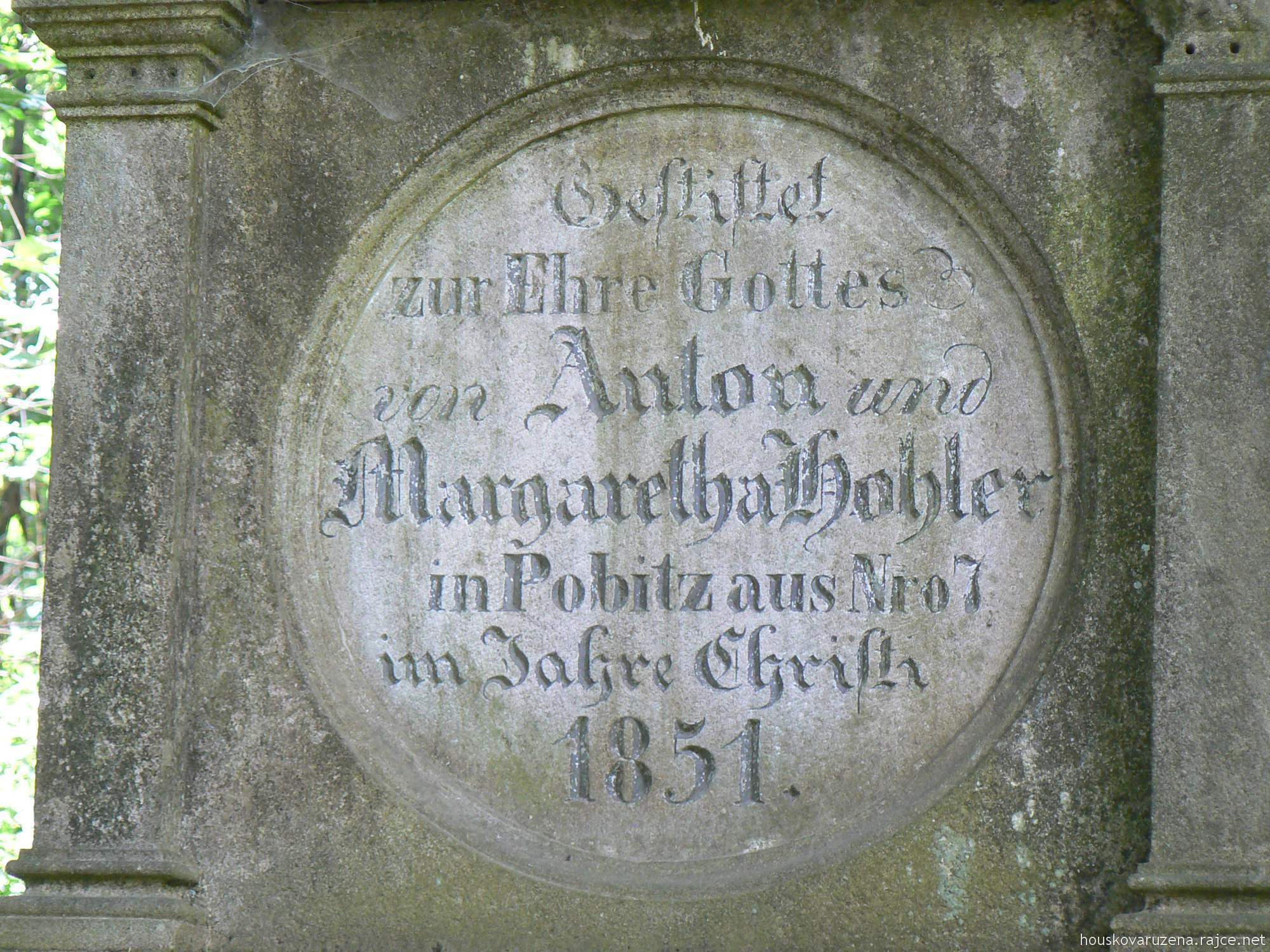
Detail pomníku
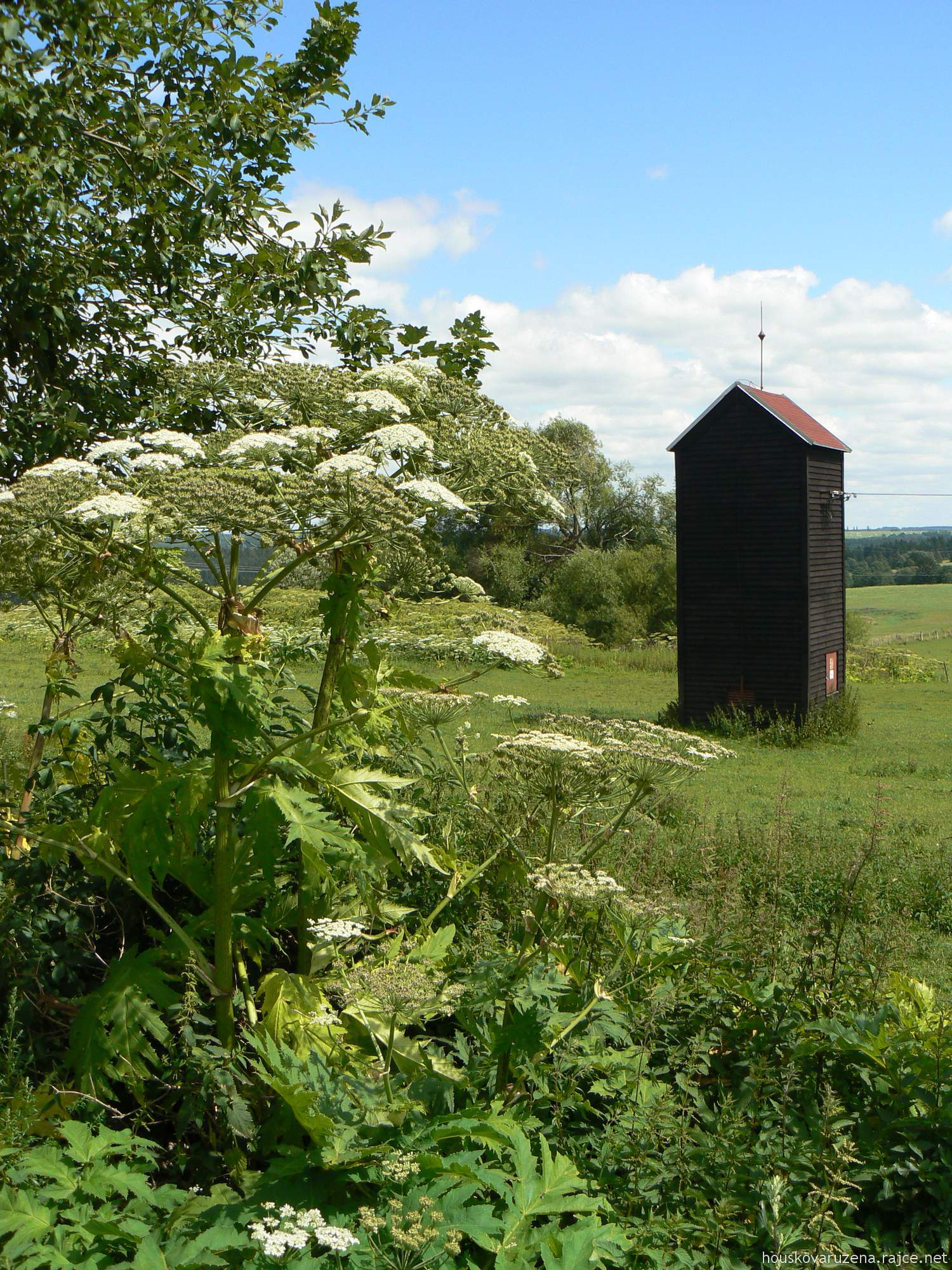
Trafostanice s bolševníkem
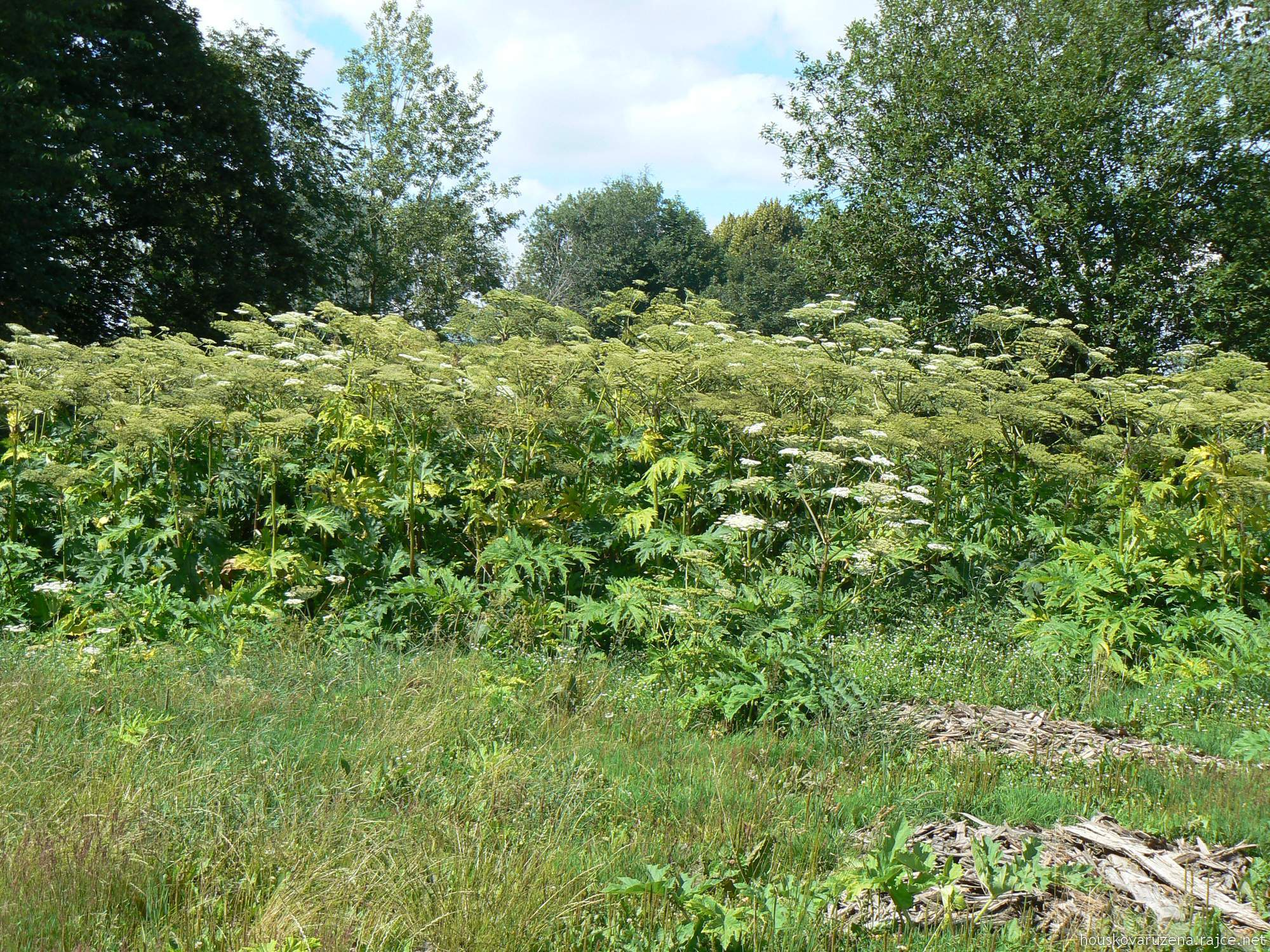
Babice sužované bolševníkem (2011)